# Mystic Knights of Tir Na Nog
Mystic Knights of Tir na Nog is een Ierse fantasy televisieserie, oorspronkelijk uitgezonden tussen 1998 en 1999.
De serie was de eerste en enige poging tot een 'totaal' Amerikaanse tokusatsu serie door het Amerikaanse bedrijf Saban Entertainment. Alle andere tokusatsu series die Saban tot dusver had uitgebracht waren aangepaste versies van Japanse series. Ondanks dat de serie een redelijk succes was, bleken de kijkcijfers niet genoeg om de hoge productiekosten te compenseren. De serie werd stopgezet toen men net begonnen was met pre-productie van het (dus nooit geproduceerde) tweede seizoen.
Mystic Knights werd volledig opgenomen in Ierland en is gebaseerd op echte Ierse mythologie.

## Het verhaal
In vervlogen tijden, in het oude Ierland, wil de koningin Maeve van Temra de macht over het koninkrijk van Kells veroveren. Zij gelooft namelijk dat zij het recht het heeft op het land, omdat zij er geboren is. Ze schakelt de hulp in van de duistere elf Mider, die haar, in ruil voor haar eeuwige trouw, een magisch kristal toegeeft en daarbij de macht om Kells te vernietigen. Koning Conchobar van Kells hoort van haar plannen en gaat in beraad bij zijn trouwe druïde, Cathbad.
Ondertussen vindt de leerling van Cathbad, Rohan, een eeuwenoud perkament dat vertelt over het mystieke land van Tír na nÓg en de krijger Draganta, die voorbestemd is Kells te bevrijden van Temra. Ook staat er een teken op het perkament, hetzelfde dat op Rohans arm staat gegrift. Koning Conchobar stuurt Rohan, samen met zijn beste vriend Angus, op een zoektocht naar Draganta en het volk van Tír na nÓg.
Onderweg ontmoeten ze de buitenlandse prins Ivar, die op zoek is naar een eeuwenoude kelk die gestolen is uit zijn koninkrijk. Hij besluit het tweetal te vergezellen op hun tocht. Ook ontmoeten ze onderweg de dochter van koning Conchobar, Deirdre, die het zat is om steeds als een lief prinsesje te worden gezien, en het avontuur wil opzoeken, en dus heeft besloten om - tegen het verbod van haar vader in en tot grote tegenzin van Rohan en Angus - mee te gaan op de zoektocht naar Tír na nÓg.
De vier komen uiteindelijk in Tír na nÓg waar ze de feeënkoning Fin Varra ontmoeten. Hij laat hen een test ondergaan om te zien of ze waardig genoeg zijn. Na voor de test te zijn geslaagd geeft hij elk van hen een magisch wapen gebaseerd op de elementen Vuur, Lucht, Aarde en Water. Hij vertelt de vier dat ze met deze wapens de vier “Dark Sentinels” moeten verslaan die de vier magische harnassen die bij de wapens horen bewaken. Als dat is gelukt moeten ze de draak Pyre temmen, en daarna zal Draganta opduiken.
Rohan weet als eerste zijn harnas te bemachtigen, gevolgd door Deirdre, Ivar en ten slotte Angus. Hierna worden de vier in Kells bekend als de Mystic Knights (mystieke ridders). Later in de serie komt er nog een vijfde ridder bij: Garrett, Mystic Knight van het bos. Na Pyre te hebben getemd wordt bekend dat Rohan zelf de legendarische Draganta is.
In een laatste poging de Mystic Knights te verslaan roept Maeve een wezen op dat sterker is dan al haar vorige monsters. Vreemd genoeg heeft dit wezen hetzelfde teken op zijn arm als Rohan. Later wordt bekendgemaakt dat Rohan en dit wezen broers zijn, en Maeve hun moeder.

## Personages

### Mystic Knights
- Rohan: een wees opgevoed door de druïde Cathbad. Rohan is de Mystic Knight van het vuur. Zijn wapen is het Sword of Kells. Om zijn harnas te krijgen moest hij de Ice Lord of Temra verslaan. Zijn transformatiekreet is: "Fire within me!" (vuur in mij). Later in de serie bleek hij de legendarische Draganta te zijn. Ook krijgt hij dan een sterker harnas genaamd de “Battle Fury”.
- Deirdre: de prinses van Kells en de Mystic Knight van de lucht. Haar wapen is de Whirlwind Crossbow. Om haar harnas te krijgen moest ze de Lightning Bat of Temra verslaan. Haar transformatiekreet is: "Air above me!" (lucht boven mij).
- Angus: Angus is Rohans beste vriend en een bekende dief in Kells, die vaak in de problemen komt door zijn hebzucht. Hij is de Mystic Knight van de aarde en zijn wapen is de Terra Sling Mace. Om zijn harnas te krijgen moest hij de Rock Wolf of Temra verslaan. Zijn transformatiekreet is: "Earth beneath me!" (aarde onder mij).
- Ivar: een prins uit een ver land (vermoedelijk ergens in Afrika) die naar Kells kwam om de heilige Kelk die uit zijn land was gestolen te zoeken. Het blijkt later dat deze kelk gestolen is door Torc, Maeve’s generaal. Hij is de Mystic Knight van het water en zijn wapen is de Barbed Trident. Om zijn harnas te krijgen moest hij de Sea Serpent of Temra verslaan. Zijn transformatiekreet is: "Water around me!" (water rondom mij).
- Garrett: de prins van Reged, een bondgenoot van Kells. Garrett en Deirdre waren jaren geleden aan elkaar uitgehuwelijkt en Garrett kwam naar Kells om zijn bruid op te halen. Hij heeft de unieke gave om dieren te commanderen door slechts oogcontact te maken. Hij wordt de Mystic Knight van het bos. Zijn wapens zijn de Twin Timber Axes. Om zijn harnas te krijgen moest hij een enorme spin verslaan. Zijn transformatiekreet is: "Forest before me!" (bos voor mij).

### Vijanden
- Queen Maeve: de koningin van Termra. Ze beschouwt het als haar geboorterecht om ook over Kells te regeren. Om dit te bereiken vraagt ze de duistere fee Mider om hulp. Later wordt onthuld dat ze Rohans moeder is. Aan het eind van de serie wordt ze verslagen en verbannen door haar eigen zoon.
- Torc: Maeves generaal. Hij was het die de zilveren kelk uit Ivars land stal, die Maeve vaak gebruikt voor haar duistere magie. Hij was ooit een generaal van Kells, maar verraadde hen.
- Mider: een duistere fee die Maeve helpt met zwarte magie. Hij gebruikt de zilveren kelk uit Ivars land om zijn magische krachten te vergroten. Nadat Maeve is verslagen en verbannen sluit hij zich aan bij de tovenares Nemain.
- The Four Sentinels of Temra: dit zijn de vier bewakers van de magische harnassen. De Mystic Knights moesten hen verslaan om hun harnassen te bemachtigen.
  - Rath Kohan, the Ice Lord of Temra
  - Sonarus Skye, the Lightning Bat of Temra
  - Forgal mac Roig, the Sea Serpent of Temra
  - Bane Morfane, the Rock Wolf of Temra
- Lugad: Maeve’s sterkste krijger, die zelfs de Mystic Knights de baas kon. Hij is half mens, half demon. Dit kwam door toedoen van de tovenares Nemain. Lugad is de zoon van Maeve en broer van Rohan. Hij keert zich uiteindelijk tegen Maeve en verlaat Kells.
- Nemain: de voormalige heerser over Temra, totdat Maeve haar verdrong. Sindsdien is ze eropuit om Maeve te verdrijven en de troon van Temra terug te veroveren. Om dit te bereiken helpt ze van tijd tot tijd de Mystic Knights. Nadat Maeve was verslagen sloot ze een verbond met Mider, waardoor de serie eindigde met een open einde.
- Tyrune: de Draak van Temra

### Bondgenoten
- King Conchobar: Conchobar is de koning van Kells en vader van Deirdre. Hij stuurde Rohan en Angus op pad om Draganta en Tír na nÓg te vinden.
- Cathbad: een druïde en adviseur van Koning Conchobar. Hij voedde Rohan op en probeerde hem tot zijn leerling te maken. Dit werd tenietgedaan omdat Rohan nogal vaak optrok met Angus. Cathbad kan in de toekomst kijken en dient als mentor van de Mystic Knights. Zijn magische krachten kunnen die van Maeve evenaren, maar zijn gelimiteerd.
- King Fin Varra: de koning van Tír na nÓg. Hij beschikt ook over magische gaven en is een rivaal van Mider. Hij gaf de Mystic Knights hun wapens en de locaties van hun harnassen. Ook helpt hij hen regelmatig met advies.
- Aideen: een fee die de Mystic Knights overal volgt en bijstaat. Ze heeft een oogje op Rohan en is om die reden jaloers op Deirdre.
- Pyre: een oude draak die verbonden is met de Mystic Knight van vuur. Hoewel hij eerst niet gewend is aan menselijk gezelschap weten de Mystic Knights hem later te temmen. Hij herkent in Rohan de legendarische Draganta en volgt daarom al zijn bevelen op.
- The Drageen: de zoon van Pyre.

## Achtergrond

### Muziek
Om nog wat extra kracht achter de serie te zetten, was zowel de achtergrondmuziek als de titelsong in Keltische stijl. De achtergrondmuziek werd gecomponeerd door Shuki Levi en Kussa Mahchi en geproduceerd door Inon Zur. De titelsong was van de hand van de vooral in Duitsland erg populaire band The Kelly Family. Een langere versie van de titelsong is op cd uitgebracht. Kwam op 23/10/1999 binnen in de Nederlandse hitlijsten op positie 55 en eindigde op 04/12/1999 op 67 in de Nationale Hitparade, de voorganger van de Single Top 100. In Amerika werd een alternatieve versie gebruikt die ook wordt gehanteerd tijdens de aftiteling.
| Single met eventuele hitnotering(en) in de Nederlandse Top 40 | Datum van verschijnen | Datum van binnenkomst | Hoogste positie | Aantal weken | Opmerkingen                   |
| ------------------------------------------------------------- | --------------------- | --------------------- | --------------- | ------------ | ----------------------------- |
| Saban's Mystic Knights of Tir na Nog                          | 04-10-1999            | 30-10-1999            | tip             | 7            | #22 in de Nationale Hitparade |

Nummers:
1. Radio Version 3:05
2. Acoustic & Celtric Version 3:02
3. Instrumental 3:03
4. Drums & Percussion 3:30

### Connecties met Ierse mythologie
- Tír na nÓg was in de Ierse mythologie het land der eeuwige jeugd, een andere wereld naast de wereld van de levenden. Niemand werd er ooit oud of ziek.
- De personages koning Conchobar, Cathbad, Deirdre en koningin Maeve waren bestaande karakters uit de Ierse Mythologie. De manier waarop ze in de serie worden neergezet is echter duidelijk anders dan in de mythologie. In de mythologie was Maeve de koningin van Connacht, en niet de koningin van Tara.

Er komen echter ook elementen voor in de serie die uit andere mythologieën zijn overgenomen. Zo kent de Ierse Mythologie bijvoorbeeld geen draken, en zijn de vier klassieke elementen waar de primaire Mystic Knights hun kracht van krijgen afkomstig uit de Griekse Mythologie.
Kijk voor meer informatie op de pagina Ulstercyclus.

### Geplande tweede seizoen
Hoewel de serie niet verder kwam dan het eerste seizoen, was er wel een tweede seizoen gepland: Mystic Knights Battle Thunder. In dit seizoen zou Nemain de nieuwe tegenstander van de Mystic Knights worden. Er was al diverse merchandise verkrijgbaar in Amerikaanse winkels, en er gaan zelfs geruchten rond dat er al een aantal scenario's voltooid waren. Het contract van de acteurs was zelfs al vernieuwd voor een tweede seizoen. Een van de redenen dat Saban de productie van het tweede seizoen niet van start liet gaan, was om het budget vrij te maken voor de productie van Power Rangers: Lost Galaxy.

## Internationale namen
- Duitsland - Mystic Knights: die legende von Tir Na Nog
- Italië - Mystic Knights: quattro cavalieri nella leggenda
- Polen - Tajemniczy Rycerze z Tir-na-Nog